# Victorin Garaix
 (janvier 2018).
Si vous disposez d'ouvrages ou d'articles de référence ou si vous connaissez des sites web de qualité traitant du thème abordé ici, merci de compléter l'article en donnant les références utiles à sa vérifiabilité et en les liant à la section « Notes et références ».
Victorin dit Victor Garaix, né le 8 novembre 1890 à Taulignan et mort le 23 août 1914 à Tucquegnieux à l'âge de 23 ans, en mission aux commandes de son avion, est un aviateur français de la Première Guerre mondiale.

## Biographie
Fils de Jean Louis Garaix et Marie Mélina Félicie Reynaud, Victorin Garaix est né en Drôme Drôme provençale.
Il s'intéresse très tôt à la mécanique automobile. Sa connaissance approfondie du moteur à explosions lui valut de se voir confier une voiture Bailleau de Longjumeau dans le Grand Prix des Voiturettes à Dieppe le 6 juillet 1908. mais sa passion pour l'aviation le poursuit.
En 1908-1909, il entre comme mécanicien chez Les Aéroplanes Bonnet-Labranche à Paris.
Plus tard, Il devient chef-mécanicien des Ateliers Vosgiens de Constructions Aériennes à Saint-Dié dans les Vosges, en prenant même des responsabilités, et dirigeant l'usine. 
Plusieurs sursis militaires successifs jusqu'en 1914 vont permettre à Victor Garaix, matricule 5004, de commencer sa carrière. 
En 1911, année de grands projets, il entreprend la construction de son monoplan à fuselage métallique, il est un des tout premier à construire en métal. En s'associant avec les Aéroplanes métalliques Charles Roux, il pense diffuser ses modèles à grande échelle, mais il n'en est pas de même.
Il habite avec ses parents, avenue Caroline Thérèse, à Villeneuve-le-Roi en Seine et Oise, puis le 26 octobre 1911, demeure au 108, boulevard Bineau à Neuilly-sur-Seine et plus tard le 2 juin 1913, au 2, rue de la Tonnellerie à Chartres, lieu de ses nombreux exploits.
Un monoplan métallique à deux places avec flotteurs en tôle d'acier, montés en catamaran et moteur Anzani, sera l'hydroplane engagé par Garaix pour le Grand Prix International d'appareils hydroplanes. Cette manifestation  organisé par l'Aéro a lieu les 13-14 et 15 octobre 1912.
Il entre ensuite en 1912 à l'école de pilotage d'Issy-les-Moulineaux, puis à la Vidamée, près de Chantilly-Senlis (Oise). Il obtient son brevet de pilote le 8 novembre 1912 sous le no 1133 et devient instructeur à l'école de pilotage Aéro-Tourisme transférée à Chartres.
Sa rencontre avec Paul Schmitt, début 1913, va être déterminante pour la suite de sa carrière. Il passe son brevet de pilote militaire, devient pilote d'essai, instructeur et responsable de la mise au point des appareils au sein de cette société des Aéroplanes Paul Schmitt.
Il va pouvoir réaliser de multiples records sur le biplan Paul Schmitt à incidence variablede 160 CV avec moteur Gnome, surnommé l'Aérobus. Ce modèle P.S. type 2, sera présenté lors de l'exposition internationale de la locomotion aérienne en 1913.
"Le grimpeur de Chartres", deviendra son surnom, donné par quelques sportifs.
Il est meurt accidentellement le 23 août 1914, par explosion du moteur en service d'après sa fiche militaire, mais la cause réelle de son décès n'a pas été prouvée.
La Médaille militaire a été conférée à Victorin Garaix, à titre posthume le 24.03.1920, matricule 2904, soldat du 2e groupe d'aviation, pilote aviateur de grande valeur, parti en reconnaissance sur un avion armé à grande puissance, a trouvé la mort au cours de sa mission le 23.08.1914.

## Records
Il bat de nombreux records mondiaux d'altitude, de vitesse, de durée, de distance avec à son bord de 2 à 9 passagers.
- Le 31 janvier 1914, à Chartres, il détient le record du monde, aviateur et 6 passagers à 1 750 m[12],[14]
- Le 4 février 1914, à Chartres, il détient le record du monde, aviateur et 5 passagers à 2 250 m[12]
- Le 25 février 1914, à Chartres, il améliore le record du monde de hauteur avec 4 passagers sur son biplan de 160 chevaux[15].
- Le 17 mars 1914, à Chartres, il détient le record du monde, aviateur et 7 passagers à 1 600 m[12]
- Le 28 mars 1914, à Chartres, il détient le record du monde, aviateur et 8 passagers à 1 580 m[12]
- Le 22 avril 1914, il détient un record de vitesse avec 6 passagers, aux commandes d'un biplan triplace militaire Paul Schmitt à moteur Gnome[16].

En juillet 1914, il détient une quarantaine de records mondiaux.

## Photos

divers lieux de résidences de Victor Garaix
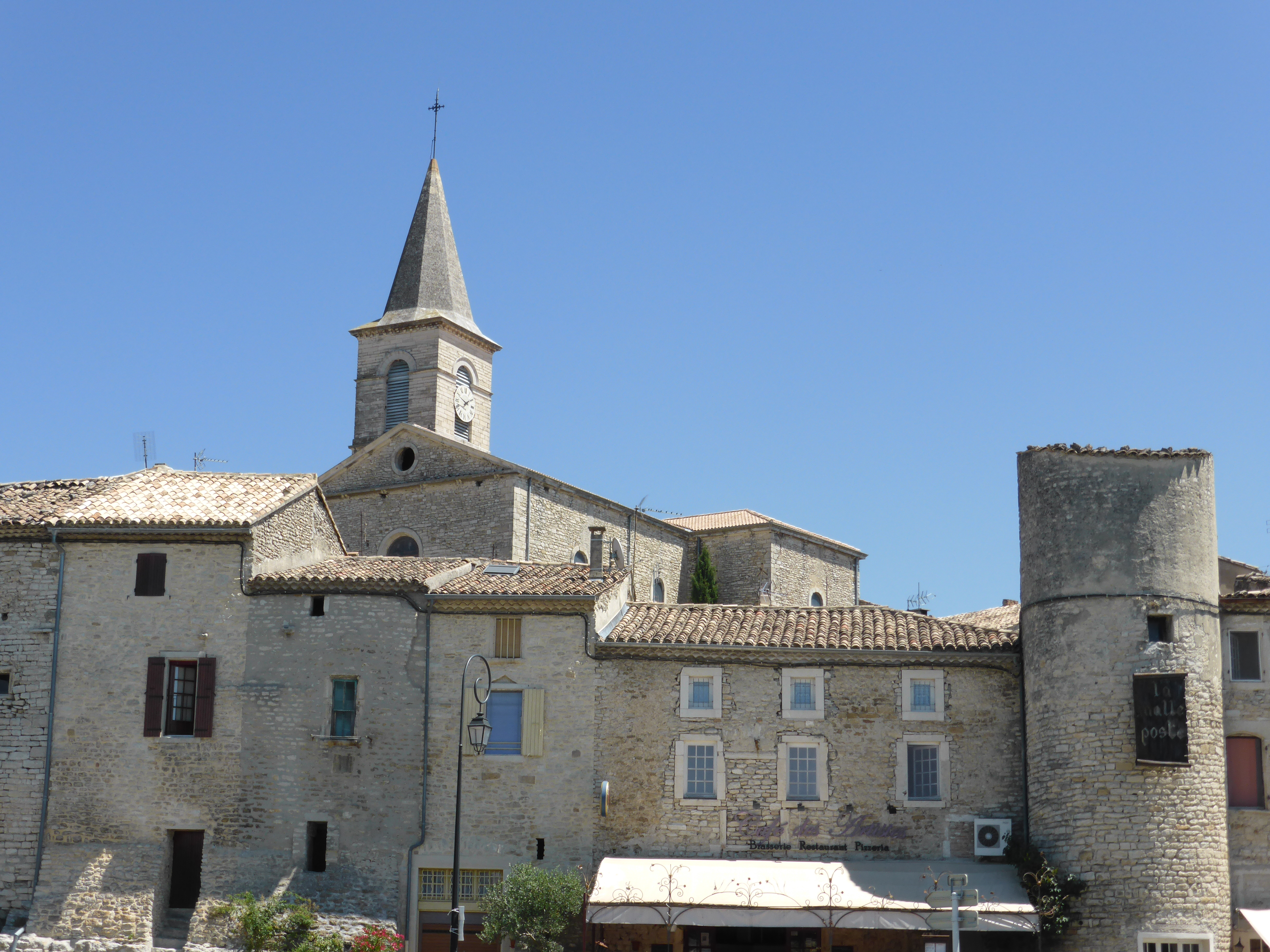
Taulignan, son village natal
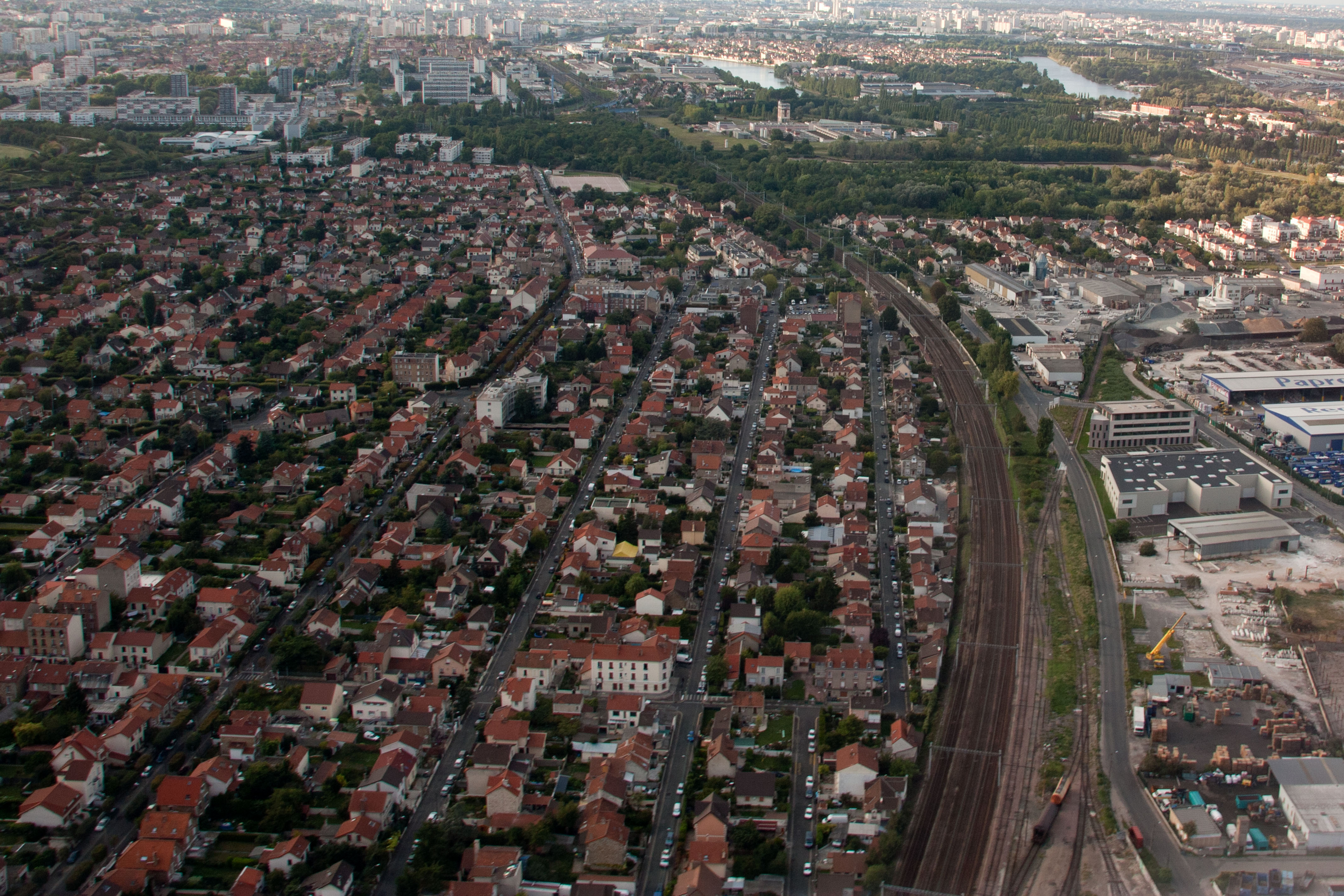
Villeneuve-le-Roi
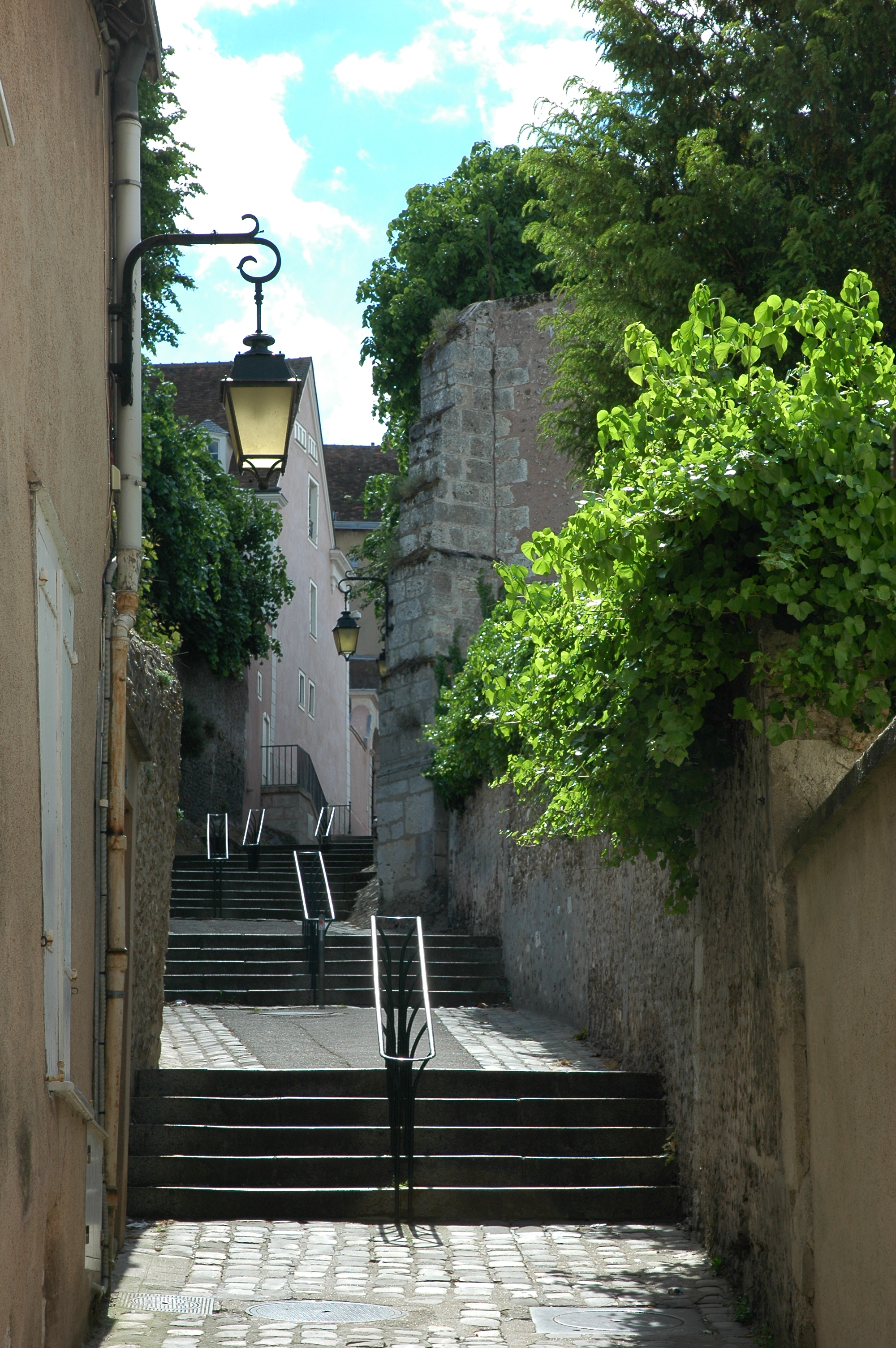
Chartres
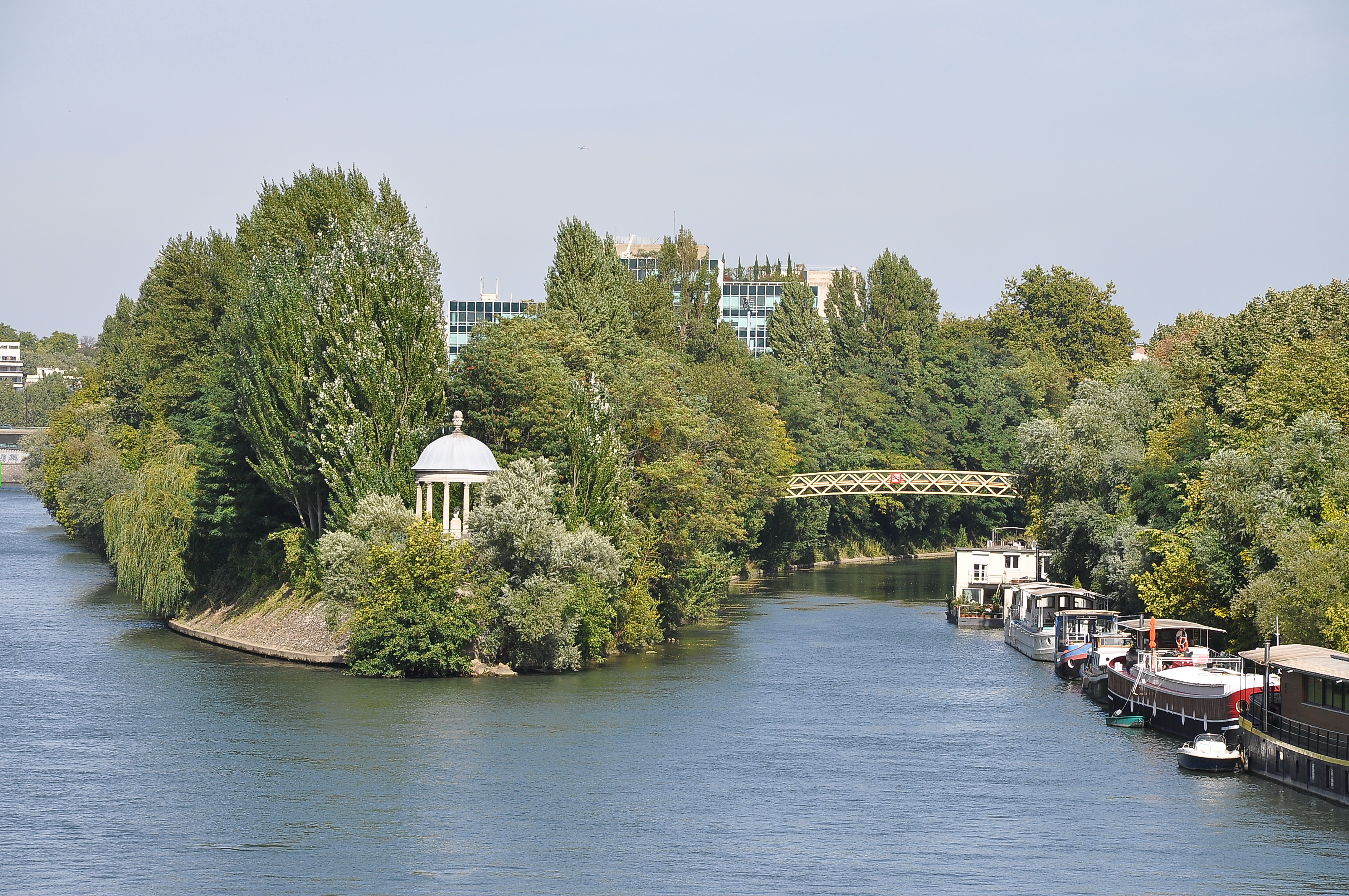
Neuilly-sur-Seine